# Танрыовер, Хамдуллах Супхи
Хамдуллах Супхи Танрыовер (1885 — 10 июня 1966) — турецкий писатель и политик. После принятия в 1934 году закона о фамилиях взял себе фамилию Танрыовер.

## Биография
Родился в 1885 году в Стамбуле в семье османского чиновника Абдуллатифа Супхи паши и его жены Ульфет. В 1904 году окончил галатасарайский лицей. Работал преподавателем и переводчиком.
В 1912—1931 годах возглавлял организацию «Тюрк оджаклары» (Тюркские очаги)
Преподавал исламское искусство в Стамбульском университете.
После провозглашения Турецкой республики избирался членом Великого национального собрания в 1920, 1923, 1927, 1943, 1946, 1950 и 1954 годах, также занимал должность министра.
Занимал должность министра образования с 13 декабря 1920 года по 20 ноября 1921 года и с 3 марта по 21 декабря 1925 года. В 1931—1944 годах занимал должность посла Турции в Румынии.
Благодаря влиянию Танрыовера правительство Румынии предприняло ряд шагов, направленных на развитие культуры гагаузов. В медресе Добруджи было введено преподавание истории тюрок и французского языка, арабский алфавит был заменён на турецкий, а традиционная одежда — на жакет, брюки и шляпы. Было открыто 26 турецких школ для гагаузов. Ряд гагаузов прошли обучение в учебных заведениях Турции. Также в Турции был издан ряд книг о гагаузах. Благодаря Танрыоверу в 1935 году в Бухаресте было открыто кладбище для 2714 тюркских воинов, погибших в ходе Балканских войн и Первой мировой войны. За свою деятельность Хамдуллах Супхи Танрыовер получил прозвище «Митрополит гагаузов».
Умер 10 июня 1966 года. Похоронен на кладбище Меркеза-эфенди.

### Личная жизнь
Был женат на Айше Саиде.